# Рангкуль
Рангкуль (тадж. Рангкул)  — високогірне озеро в Гірському Бадахшані, Таджикистан.
Знаходиться на висоті 3784 м над рівнем моря. Площа становить 7,8 км², максимальна глибина — 2,5 м. 
Живиться талими сніговими та льодовиковими водами.